# 汀溪乡
汀溪乡，是中华人民共和国安徽省宣城市泾县下辖的一个乡镇级行政单位。

## 行政区划
汀溪乡下辖以下地区：
漕溪村、上漕村、苏红村、桃岭村、郭冲村、红星村、高山村、红岭村和大南坑村。